# Manuel Cardona
Manuel Cardona (Barcelona, 9 de julho de 1934 – Stuttgart, 2 de julho de 2014) foi um físico espanhol.